# Sasvári Ármin
Sasvári Ármin, Schoszberger (Tormás, 1853. december 14. – Budapest, Terézváros, 1924. február 3.) újságíró, muzeológus.

## Élete
Schoszberger Ignác tanító és Schlesinger Katalin fia. Tanulmányait Vácon, Győrben, Kecskeméten és a budapesti egyetem bölcseleti karán végezte. 1872-től 1880-ig a Pesti Napló belső munkatársa volt, ahol többek közt számos regényt fordított franciából, angolból és harctéri leveleket írt Boszniából (1878). Majd három évig Párizsban francia lapok munkatársa volt és egyúttal irodalmi és pénzügyi cikkeket írt a Pesti Naplónak, Budapesti Hírlapnak, Egyetértésnek. 1883-tól 1886-ig a Nemzet belső munkatársa volt. 1886-tól a Revue d'Orient et de Hongrie című hírlapot szerkesztette. Az 1885. és 1896. évi kiállítások alkalmával franciául több munkálatot írt a hazai viszonyokról, szerkesztette az 1896. évi kiállítás katalógusát. 1890-ben a Magyar Kereskedelmi Múzeum titkárává nevezték ki, 1907-től annak aligazgatója, 1923-tól igazgatója lett. Az intézet tudakozódó irodáját vezette, szerkesztette külkereskedelmi szaklapját (Kereskedelmi Múzeum); bel- és külföldi lapokba írt a külkereskedelemmel kapcsolatos közgazdasági kérdésekről. 1896-ban megkapta a török császári Medsidje-rend IV. osztályú jelvényét és a szerb Takova-rendet. Halálát szívizomelfajulás okozta.

## Magánélete
Felesége Schön Teréz (1859–?) volt, Schön Jakab gombkötő és Glanz Mária lánya, akit 1885. március 22-én Budapesten vett nőül.

## Újságcikkei
Cikkei a Pesti Naplóban (1878. Fra Grgo Martics a bosnyák költő és pártvezér, 1879. 71., 72. Szegedi katasztrófa, 235. Bosznia: Szveta Troicza, Leányrablás, 267. A szerbek közt, 1880. 318. Ulbach felolvasása Jókairól); a Budapesti Hirlapban (1882. 282. sz. színikritika, 284. Georges Sand a magyar szabadságharczról, 358. Nemzetközi Arany-ünnep Párisban); a Szabadelvűpárti Naptárban (1885. Két háború 1884-ben); a Grafikai Szemlében (1893. Az első szerb nyomda négyszázados jubileuma); a Nemzetgazdasági Szemlében (1887. Az ipar Szerbiában, 1892. Vázlatok a Balkán-államokról; Bulgária, Románia: nemzetgazdasági viszonyok, a román statisztika jelen állása); a Magyar Nemzetgazdában (II. Az orosz mezőgazdák, VIII. Kiskereskedőink hitele); a Kereskedelmi Minisztériumban (V. Kiviteli czimtárunk terjesztése, VI. A bécsi kereskedelmi múzeum kiállítása, A bécsi kereskedelmi múzeum kiviteli akciója, A kiállítás tanulságai és kivitelünk, A kereskedelmi szakoktatás és kiviteli törekvések, Ezredéves kereskedelmi kiállítás) stb.

## Munkái
- Raymonde. Regény. Írta Theuriet André, ford. Budapest, 1876
- Barbassu nagybátyám. Írta Uchard Mario, ford. Budapest, 1876
- A rémes titok. Belot Adolf és Dautin Gyula után ford. Budapest, 1876
- Mit tegyünk? Regény. Írta Csernysewsky, oroszból ford. Budapest, 1877
- Külföldi novellák. Ford. Budapest, 1877 (Hawthorne, Theuriet, Ada Christen)
- A világ szállodája. Írta Malot Hector, ford. Budapest, 1877-78, négy kötet (I. Chamberlain ezredes, II. Lucilliére marquise, III. Ida és Carmelita, IV. Teréz)
- I. Napoleon kiáltványa a magyarokhoz. A bölcsészeti tudorság elnyerése végett a budapesti m. kir. tud. egyetem bölcsészeti karához benyújtotta. Budapest, 1878
- Bakalevelek a boszniai hadjáratból (Budapest, 1879)
- A tudakozó irodákról. Tanulmányúti jelentés (Budapest, 1891)
- Über kaufmännische Auskünfte (Budapest, 1893)
- Hirszolgálat a világpiaczról (Budapest, 1899)
- A szabadgondolkozókról (Budapest, 1905)
- Mi lesz Albániával?; Singer-Wolfner, Budapest, 1916